# Shelby (Nebraska)
Shelby es una villa ubicada en el condado de Polk en el estado estadounidense de Nebraska. En el Censo de 2010 tenía una población de 714 habitantes y una densidad poblacional de 489,66 personas por km².

## Geografía
Shelby se encuentra ubicada en las coordenadas 41°11′39″N 97°25′35″O / 41.19417, -97.42639. Según la Oficina del Censo de los Estados Unidos, Shelby tiene una superficie total de 1.46 km², de la cual 1.46 km² corresponden a tierra firme y (0.18%) 0 km² es agua.

## Demografía
Según el censo de 2010, había 714 personas residiendo en Shelby. La densidad de población era de 489,66 hab./km². De los 714 habitantes, Shelby estaba compuesto por el 95.94% blancos, el 0.14% eran afroamericanos, el 0.28% eran amerindios, el 0.14% eran asiáticos, el 0% eran isleños del Pacífico, el 1.96% eran de otras razas y el 1.54% pertenecían a dos o más razas. Del total de la población el 12.18% eran hispanos o latinos de cualquier raza.